# Kris Commons
Kristian Arron Commons (Mansfield, 30 de agosto de 1983) es un exfutbolista escocés que jugaba de centrocampista. Commons nació en Inglaterra pero se clasificó para jugar con Escocia, ya que su abuela nació en Dundee. Hizo su debut con Escocia en 2008.
En enero de 2011, Commons es fichado por Celtic por £ 300,000.
Después de una operación de la espalda, todavía se estaba recuperando y estaba indeciso sobre si continuaría su carrera como jugador. Commons posteriormente aceptó que no podría regresar. En agosto de 2018, tras más de un año sin equipo, anunció su retirada.

## Clubes
| Club                     | País       | Año         |
| ------------------------ | ---------- | ----------- |
| Stoke City F. C.         | Inglaterra | 2000 - 2004 |
| Nottingham Forest F. C.  | Inglaterra | 2004-2008   |
| Derby County F. C.       | Inglaterra | 2008-2011   |
| Celtic F. C.             | Escocia    | 2011-2017   |
| Hibernian F. C. (cedido) | Escocia    | 2016-2017   |

## Palmarés

### Campeonatos nacionales
| Título                     | Club         | País    | Año     |
| -------------------------- | ------------ | ------- | ------- |
| Copa de Escocia            | Celtic F. C. | Escocia | 2010-11 |
| Premier League de Escocia  | Celtic F. C. | Escocia | 2011-12 |
| Premier League de Escocia  | Celtic F. C. | Escocia | 2012-13 |
| Copa de Escocia            | Celtic F. C. | Escocia | 2012-13 |
| Scottish Premiership       | Celtic F. C. | Escocia | 2013-14 |
| Copa de la Liga de Escocia | Celtic F. C. | Escocia | 2014-15 |
| Scottish Premiership       | Celtic F. C. | Escocia | 2014-15 |
| Scottish Premiership       | Celtic F. C. | Escocia | 2015-16 |
| Copa de la Liga de Escocia | Celtic F. C. | Escocia | 2016-17 |
| Scottish Premiership       | Celtic F. C. | Escocia | 2016-17 |
| Copa de Escocia            | Celtic F. C. | Escocia | 2016-17 |